# Pavlos Kalligas

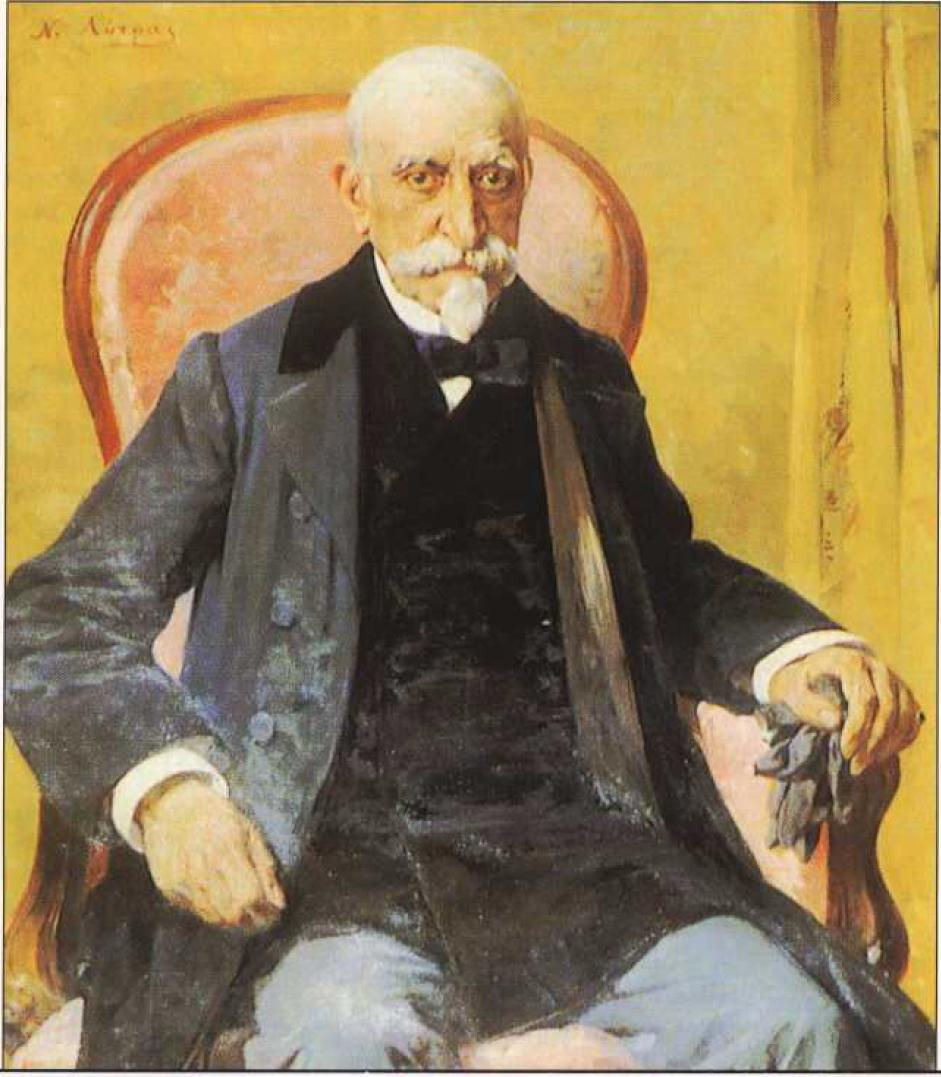
Pavlos Kalligas, porträtiert von Nikiforos Lytras

Pavlos Kalligas (griechisch Παύλος Καλλιγάς, * 1814 in Smyrna; † 1896 in Athen) war ein griechischer Politiker, Jurist und Schriftsteller. Während der griechischen Revolution floh er mit seiner Familie nach Triest. Kalligas studierte in München, Berlin und Heidelberg Jura, Philosophie und Geschichte. Anschließend war er als Professor an der juristischen Fakultät der Universität Athen tätig. Nach seiner Tätigkeit als Finanz-, Justiz- und Außenminister wurde er 1883 Präsident des griechischen Parlaments und 1890 Direktor der griechischen Nationalbank.

## Werk

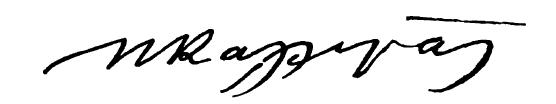
Kalligas’ Unterschrift

### Literarische Werke
- Thanos Vlekas

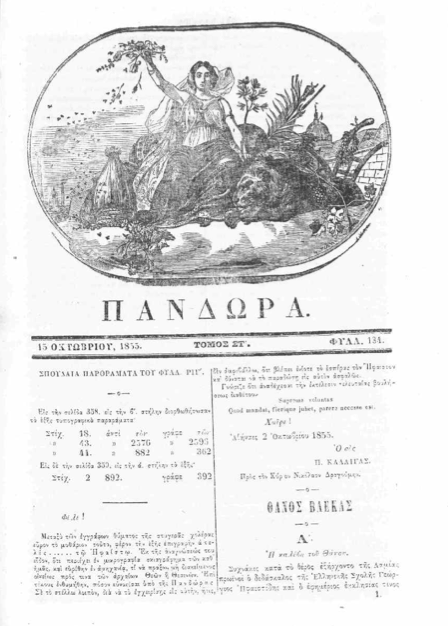
Zeitschrift "Pandora", 15. Okt. 1855, Nr. 134, mit der ersten Folge von "Thanos Vlekas"

„Der 1855/56 in Griechenland publizierte Roman handelt von zentralen Problemen des jungen griechischen Staates, der 1830 nach der Unabhängigkeit vom osmanischen Reich gegründet wurde. Er gilt als der erste sozialkritische Roman der griechischen Literatur. Am Beispiel der Geschichte des ungleichen Brüderpaars Thanos und Tassos zeigt der Autor Probleme und Schwierigkeiten auf, die zum Teil bis heute bestehen. Etwa die ungerechte Landverteilung, die Benachteiligung der unteren Schichten, die Rechtsunsicherheit, der aufgeblähte Verwaltungsapparat, einseitige Steuerbelastung, alltägliche Korruption ("Fakelakia"), fehlender Bürgersinn und Günstlingswirtschaft.“

### Andere Werke
Kalligas’ veröffentlichte Werke sind sehr umfangreich. Neben seinen juristischen Abhandlungen war er auch leidenschaftlicher Autor von zahlreichen Essays und Studien über geschichtliche Ereignisse (u. a. englischer Bürgerkrieg, byzantinische Hofzeremonien, Nika-Aufstand und dem Konzil von Florenz). Auch half er bei der Gründung der Literaturzeitschrift Pandora und übersetzte Leopold von Rankes Werk „Die Venezianer in Morea: 1685-1715“ ins Griechische.

### Übersetzungen
- Thanos Vlekas (Roman aus der Zeit des jungen griechischen Staates), übersetzt von Dieter Motzkus, Vorwort Thomas Plaul und Dieter Motzkus, edition «Αιώρα», Athen 2014.

### Sekundärliteratur
- Marie-Paule Masson-Vincourt, Paul Calligas (1814-1896) et la fondation de l'État grec (Paris, Éditions L'Harmattan, 2000). / In griechischer Sprache: Marie-Paule Masson-Vincourt: Ο Παύλος Καλλιγάς (1814-1896) και η ίδρυση του ελληνικού κρατους.  Athen: Morphotiko Idryma Ethnikes Trapezes, 2009.